# Plexippus coccinatus
Plexippus coccinatus là một loài nhện trong họ Salticidae.
Loài này thuộc chi Plexippus. Plexippus coccinatus được Tord Tamerlan Teodor Thorell miêu tả năm 1895.